# Arcoseno
En trigonometría, el arcoseno está definido como la función inversa del seno de un ángulo. Desde un punto de vista geométrico, el arcoseno de un número {\displaystyle x}, denotado {\displaystyle \arcsin x\,} corresponde al arco cuyo seno es {\displaystyle x}.
La función seno no es biyectiva, por lo que no tiene función inversa definida en todo su dominio. Al restringir su dominio en {\displaystyle \left[-{\frac {\pi }{2}},{\frac {\pi }{2}}\right]} se obtiene una función inyectiva y por tanto con función inversa.

## Propiedades
- Es una función inyectiva, estrictamente creciente.
- Como arcsen(-x) = -arcsenx, su gráfica es simétrica respecto al origen (0: 0)
- Su valor mínimo = -0.5π; su valor máximo = 0.5π.
- El origen de coordenadas es punto de inflexión con un ángulo de inclinación de 45°[1]
- Es una función continua en todo su dominio.
- El cero de la función es 0. La gráfica corta al eje x en (0; 0)
- Es una función diferenciable, además analítica lo que permite un desarrollo en serie de potencias[2]

## Serie de potencias
El desarrollo en serie de potencias del arcoseno viene dado por:
{\displaystyle \sum _{n=0}^{\infty }{\frac {(2n)!}{4^{n}(n!)^{2}(2n+1)}}x^{2n+1}=x+{\frac {1}{6}}x^{3}+...}
Nótese que este desarrollo solo es válido cuando se expresa el ángulo en radianes. A continuación se da una pequeña demostración de tal desarrollo.
| Demostración |
| Aplicando el desarrollo en serie de Taylor es sencillo demostrar el siguiente desarrollo: {\displaystyle {\frac {1}{\sqrt {1-t}}}=\sum _{n=0}^{\infty }{\frac {(2n)!}{4^{n}(n!)^{2}}}t^{n}} Efectuando el cambio t=s² se obtiene este desarrollo: {\displaystyle {\frac {1}{\sqrt {1-s^{2}}}}=\sum _{n=0}^{\infty }{\frac {(2n)!}{4^{n}(n!)^{2}}}s^{2n}} Dado que: {\displaystyle \arcsin(x)=\int _{0}^{x}{\frac {1}{\sqrt {1-s^{2}}}}ds} Integrando término a término la segunda serie se obtiene el desarrollo en serie del arcoseno: {\displaystyle \arcsin(x)=\sum _{n=0}^{\infty }{\frac {(2n)!}{4^{n}(n!)^{2}(2n+1)}}x^{2n+1}} |

## Extensión a la recta real y los números complejos
Como función analítica el arcoseno puede extenderse a valores fuera del dominio [-1,1] e incluso complejos. Para valores reales del argumento por encima de +1, la función toma valores complejos:

{\displaystyle \arcsin(1+\varepsilon ^{2})={\frac {\pi }{2}}-i\sum _{k=1}^{\infty }(-1)^{k+1}a_{k}\varepsilon ^{k},\quad a_{k}>0,\varepsilon \in \mathbb {R} }

Para valores menores que -1, se tiene en cuenta que:

{\displaystyle \arcsin(-(1+\varepsilon ^{2}))=-\arcsin(1+\varepsilon ^{2})}

Eso completa la extensión a los números reales, aunque fuera del intervalo [-1,+1] los valores de la función son complejos.

## Aplicaciones
En un triángulo rectángulo, el arcoseno equivale a la expresión en radianes del ángulo agudo correspondiente a la razón entre su cateto opuesto y la hipotenusa.